# The Flash II – Die Rache des Tricksers
The Flash II – Die Rache des Tricksers, Alternativtitel: The Flash II – Roter Blitz – Die Rache des Tricksers (Originaltitel: The Flash II: Revenge of the Trickster), ist ein US-amerikanischer Science-Fiction-Film des Comicverlags DC Comics, der als Direct-to-Video-Veröffentlichung im VHS-Format erschienen ist. Es ist kein eigenständiger Film, sondern ein Zusammenschnitt der Folgen The Trickster und The Trial of the Trickster der Serie Flash – Der Rote Blitz aus dem Jahr 1990.

## Handlung
In allerletzter Sekunde kann „der Flash“ alias Polizeiwissenschaftler Barry Allen die Detektivin Megan aus den Händen des Wahnsinnigen James Jesse befreien. Megan übergibt den gesuchten Schwerverbrecher, der sich in sie verliebt hat, der Polizei. Der schwört dem blitzschnellen Superhelden ewige Rache, kann bei der Gerichtsverhandlung in Central City mit Hilfe seiner Verehrerin Prank entkommen und versetzt fortan als „Trickser“ die Stadt in Angst und Schrecken, immer auf der Suche nach dem Flash. Es gelingt ihm, Flash zu entführen und nach einer Gehirnwäsche zu seinem Komplizen zu machen. Doch Megan und Barrys platonische Liebe Tina verhindern das Schlimmste und befördern den Trickser in die Gummizelle.

## Kritik
„[…] Relativ einfallsreicher Fortsetzungsfilm über die Abenteuer eines Comic-Helden.“

## Trivia
- Mark Hamill, der den Trickser in diesem Film darstellt, war im selben Zeitraum auch die englische Synchronstimme des Jokers.
- John Wesley Shipp feiert sein Comeback als Flash (Jay Gerrick) in der Serie The Flash aus dem Jahr 2014.